# Dusk to Dawn
Dusk to Dawn é um filme de drama mudo produzido nos Estados Unidos e lançado em 1922.